# Soroksár vasútállomás
A Soroksár vasútállomás egy budapesti vasútállomás, melyet a Magyar Államvasutak Zrt. (MÁV) üzemeltet.
Áthaladó vasútvonalak:
- Budapest–Kunszentmiklós-Tass–Kelebia-vasútvonal (150)

## Megközelítés budapesti tömegközlekedéssel
- Busz:  166

## Forgalom
| Járat | Útvonal | Gyakoriság |
| ----- | --- | ---------- |
|       | A vonalon a vasúti szolgáltatás szünetel, a vonatok helyett a Volánbusz járatai közlekednek. A legközelebbi buszmegálló: Soroksár, Hősök tere |            |